# Eksil
At være i eksil betyder at man er i landflygtighed eller landsforvist, enten fordi man forbydes at rejse tilbage eller risikerer at blive fængslet eller retsforfulgt, hvis man vender tilbage.